# Höhe (Hückeswagen)
Höhe ist eine Hofschaft in Hückeswagen im Oberbergischen Kreis im Regierungsbezirk Köln in Nordrhein-Westfalen (Deutschland).

## Lage und Beschreibung
Höhe liegt im östlichen Hückeswagen am östlichen Ufer der Bevertalsperre. Nachbarorte sind Kleinhöhfeld, Wipperfürth-Großhöhfeld und über die Talsperre hinweg Oberlangenberg, Wefelsen und Käfernberg. Abgegangen sind Fröhlenhausen, Platzhausen und Rasselstein.
Der Ort ist über eine Zufahrtsstraße erreichbar, die auch Kleinhöhfeld und Großhöhfeld anbindet und von einem Netz von kleineren Verbindungsstraßen des Areals zugänglich ist.

## Geschichte
1483 wurde der Ort das erste Mal in einer Spendenliste für den Marienaltar der Hückeswagener Kirche urkundlich erwähnt. Die Schreibweise der Erstnennung war tor Hoe. Die Karte Topographia Ducatus Montani aus dem Jahre 1715 zeigt einen Hof und bezeichnet diesen Hof mit a.d.Höh.
Im 18. Jahrhundert gehörte der Ort zum bergischen Amt Bornefeld-Hückeswagen. 1815/16 lebten 41 Einwohner im Ort. 1832 gehörte Höhe der Berghauser Honschaft an, die ein Teil der Hückeswagener Außenbürgerschaft innerhalb der Bürgermeisterei Hückeswagen war. Der laut der Statistik und Topographie des Regierungsbezirks Düsseldorf als Weiler kategorisierte Ort besaß zu dieser Zeit zwei Wohnhäuser und vier landwirtschaftliche Gebäude. Zu dieser Zeit lebten 28 Einwohner im Ort, vier katholischen und 24 evangelischen Glaubens.
Im Gemeindelexikon für die Provinz Rheinland werden für 1885 zwei Wohnhäuser mit 20 Einwohnern angegeben. Der Ort gehörte zu dieser Zeit zur Landgemeinde Neuhückeswagen innerhalb des Kreises Lennep. 1895 besitzt der Ort zwei Wohnhäuser mit zwölf Einwohnern, 1905 ein Wohnhaus und sieben Einwohner.
Im Oktober 2013 gewannen die Bewohner der Ortschaft Höhe zum ersten Mal beim Erntedankumzug des Dorfes Egen mit ihrem geschmückten Wagen den 1. Platz in der Kategorie der „Kleinwagen“.

## Wander- und Radwege
Folgende Wanderwege führen durch den Ort:
- Der Wipperfürther Ortsrundwanderweg A3 (Egen) und der Bever-Rundweg (B im Kreis).

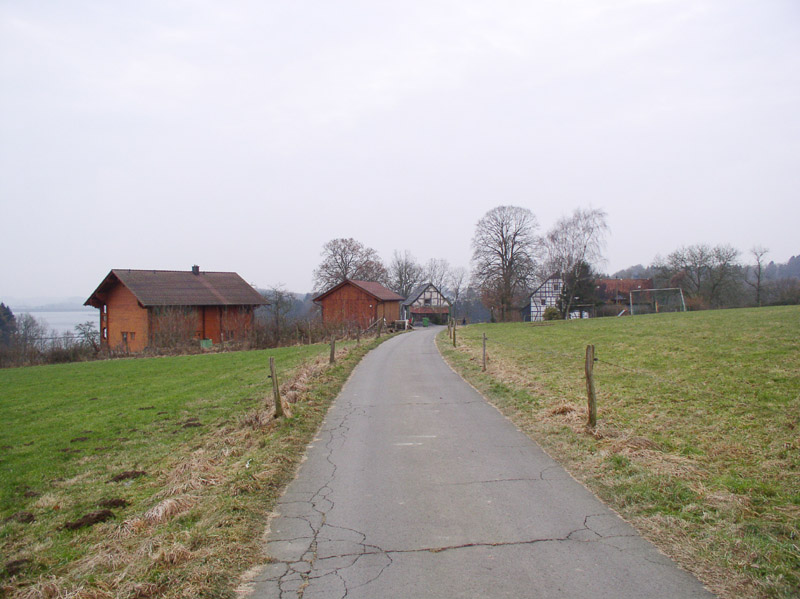
Ortsansicht von Höhe, im Hintergrund  die Bevertalsperre
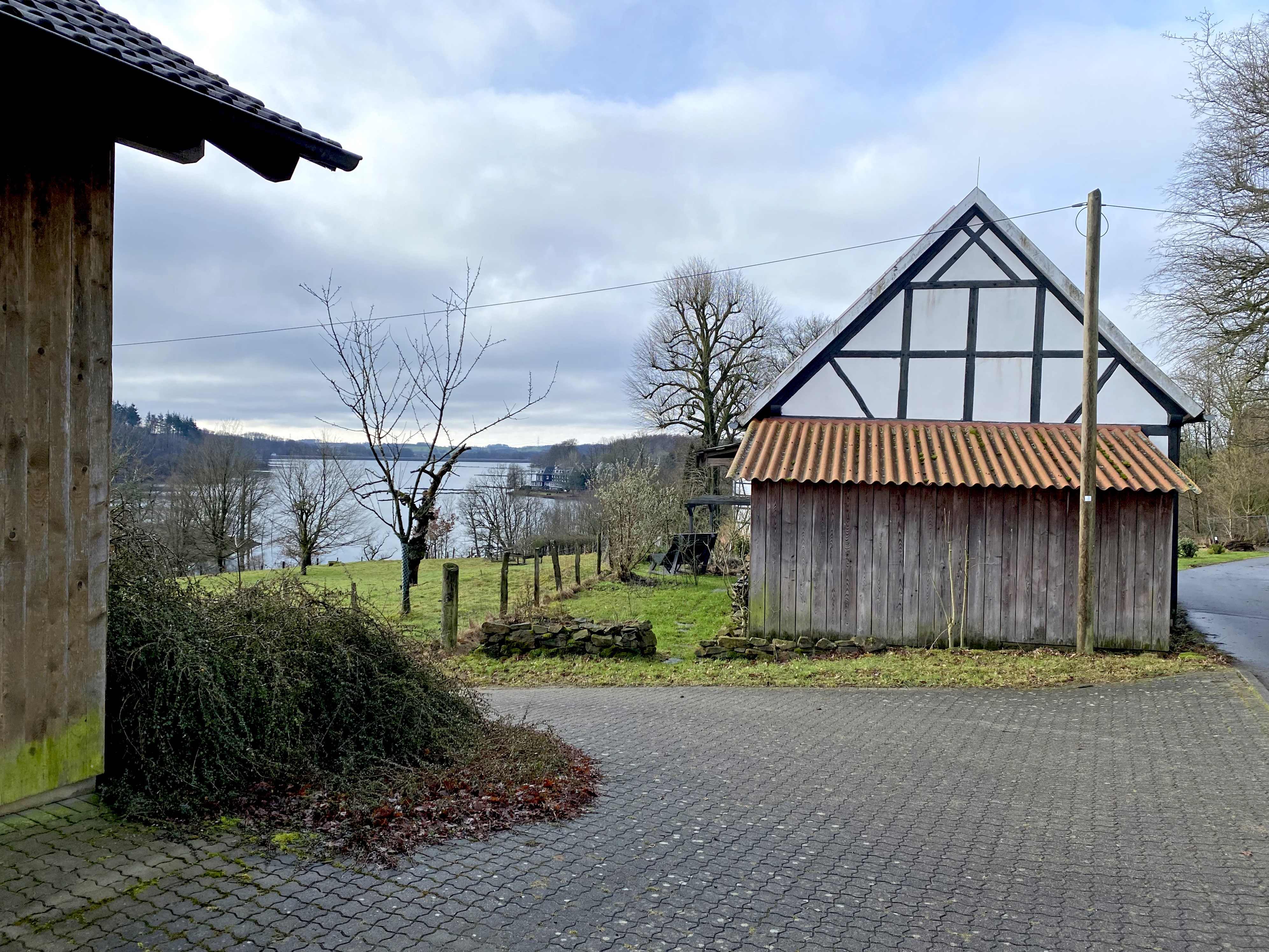
Wirtschaftsgebäude – Bever
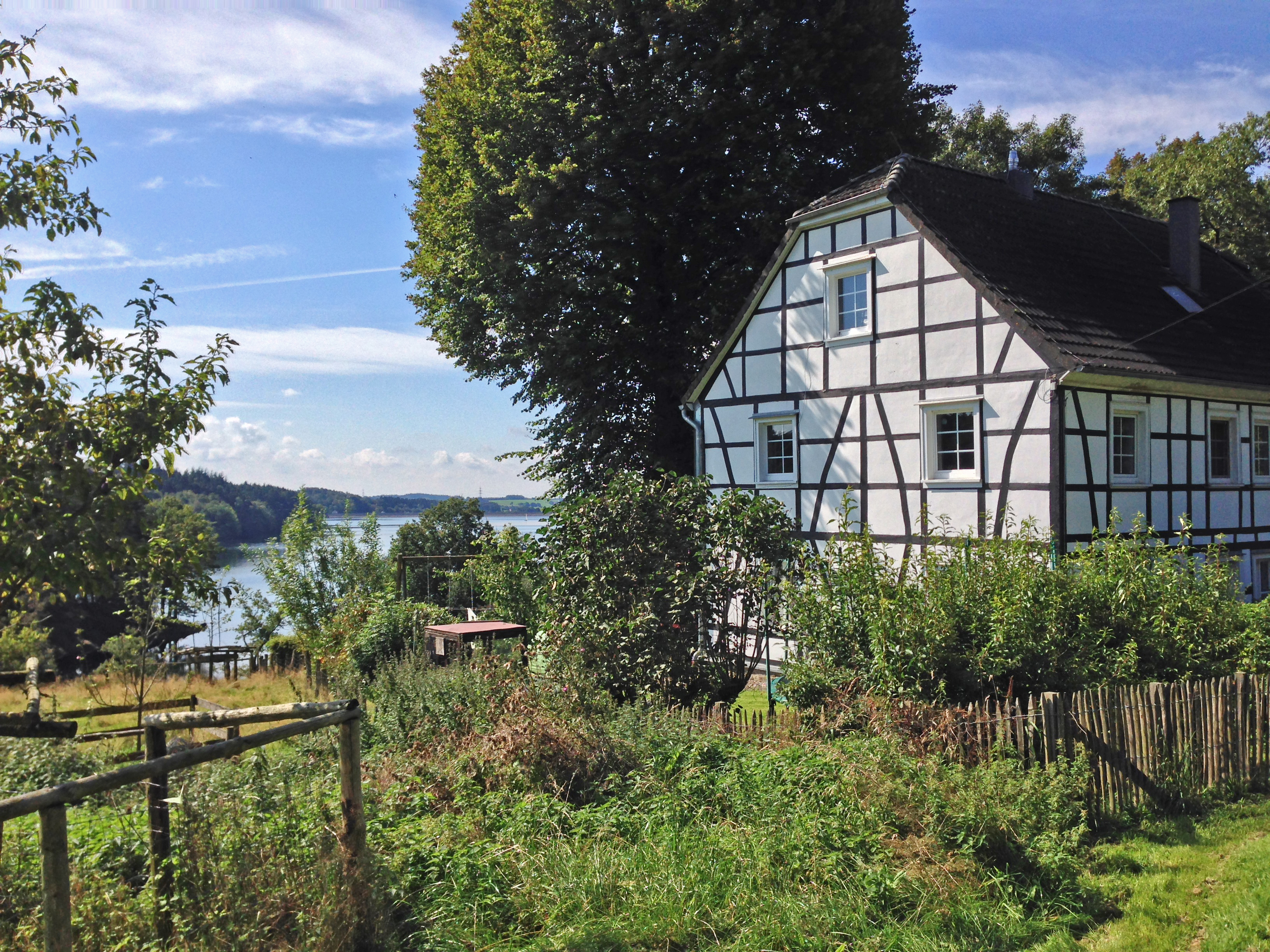
Höhe 1
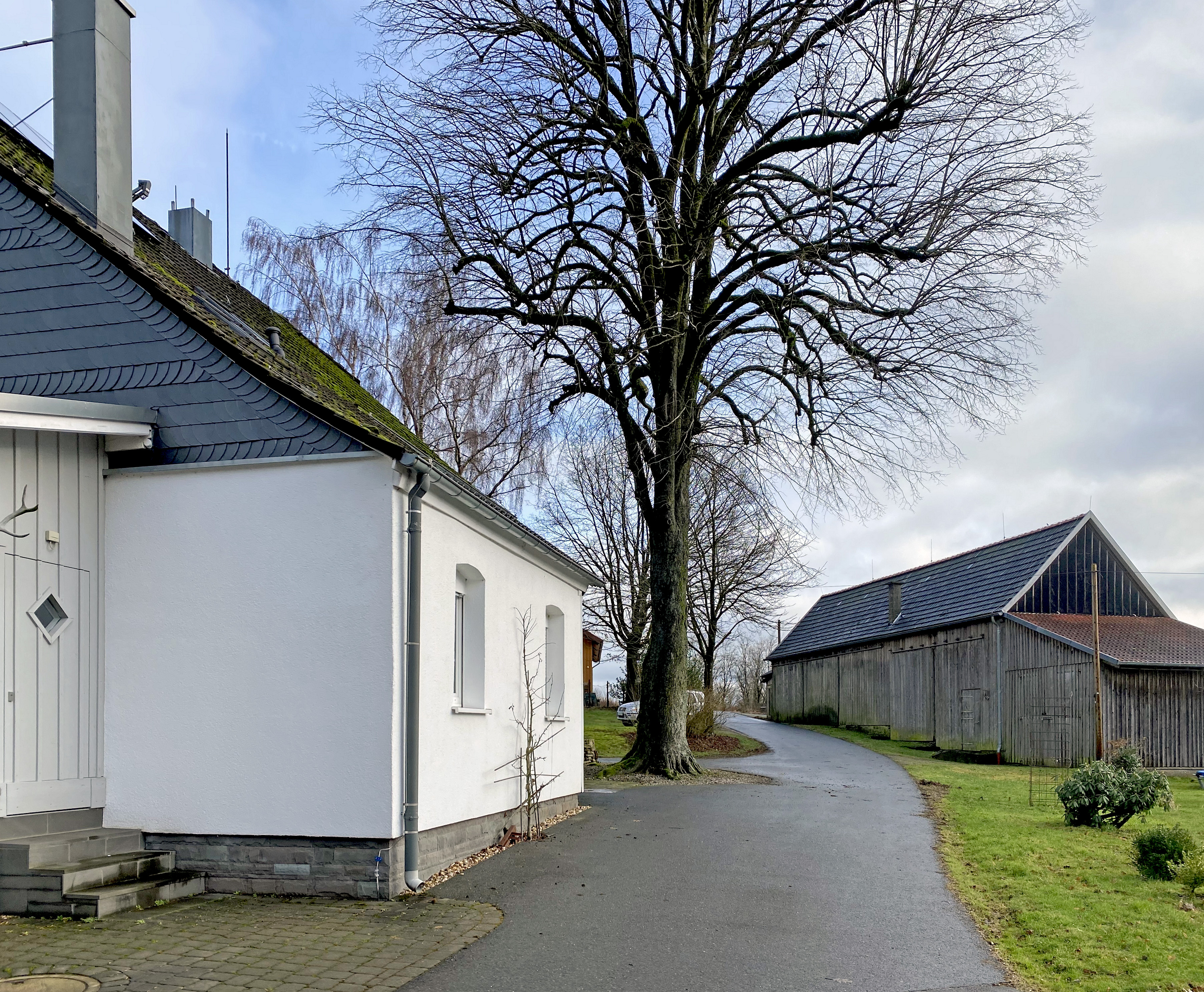
Höhe 2
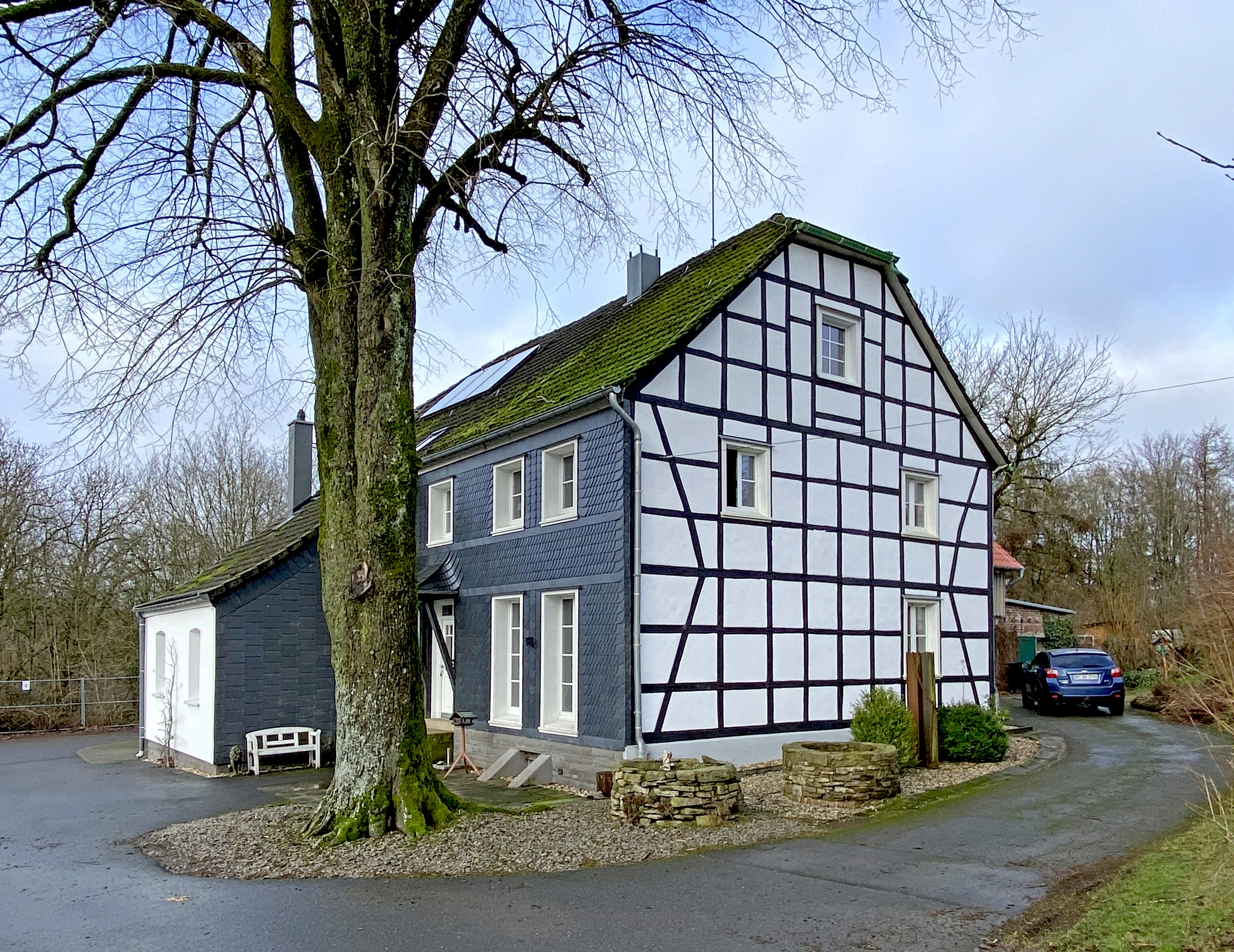
Höhe 2
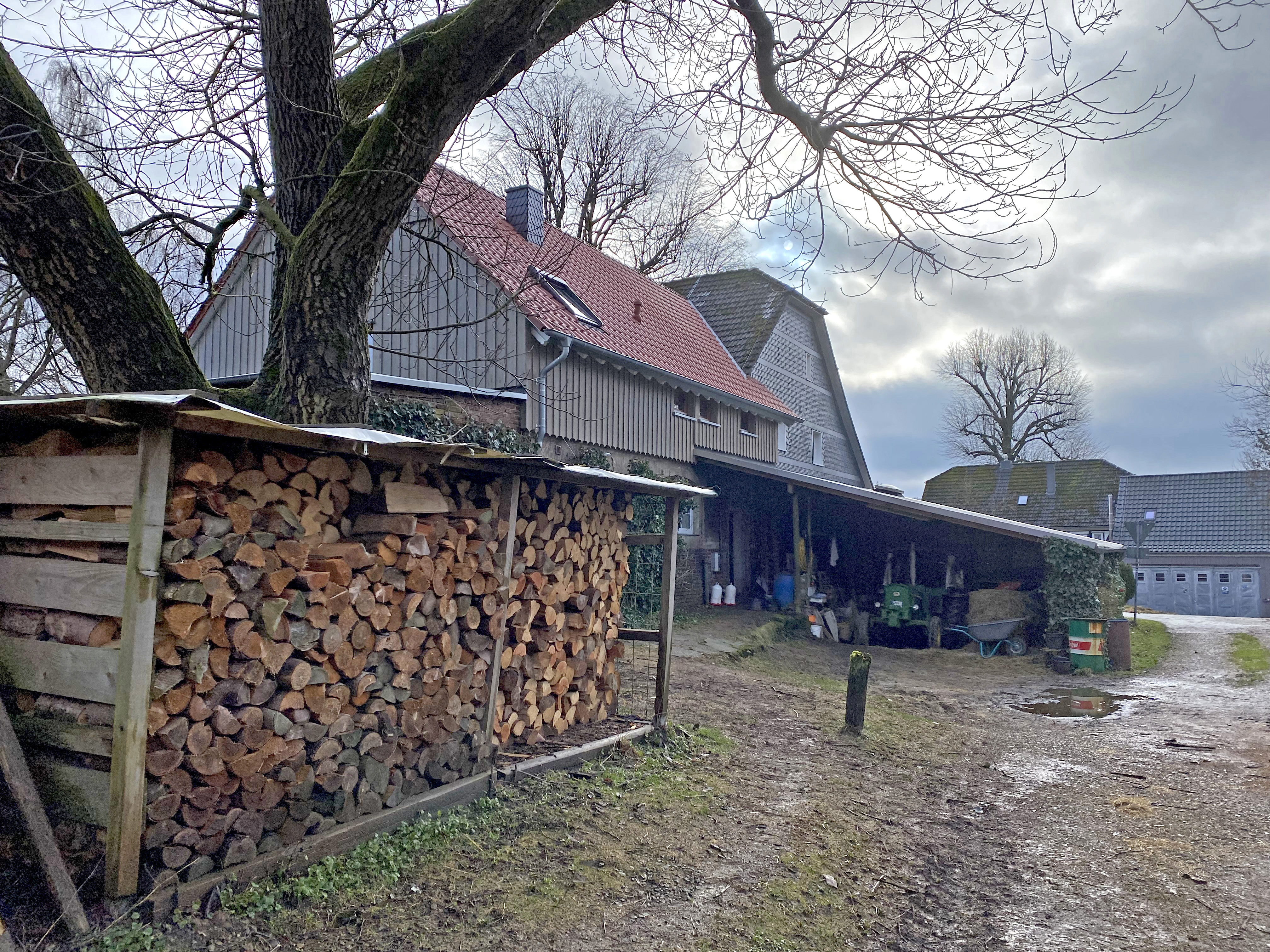
Höhe 2
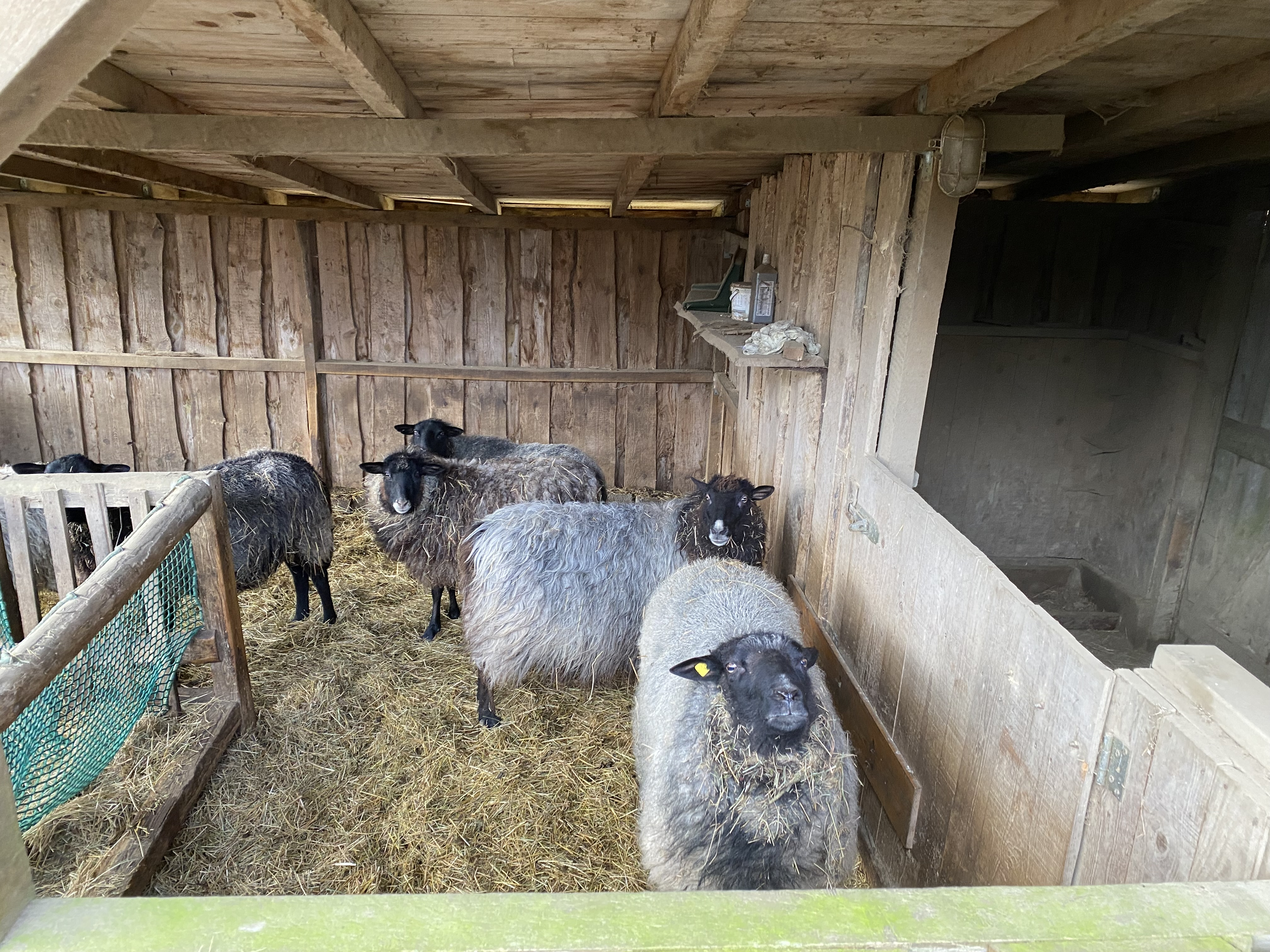
Schafe – Höhe 2
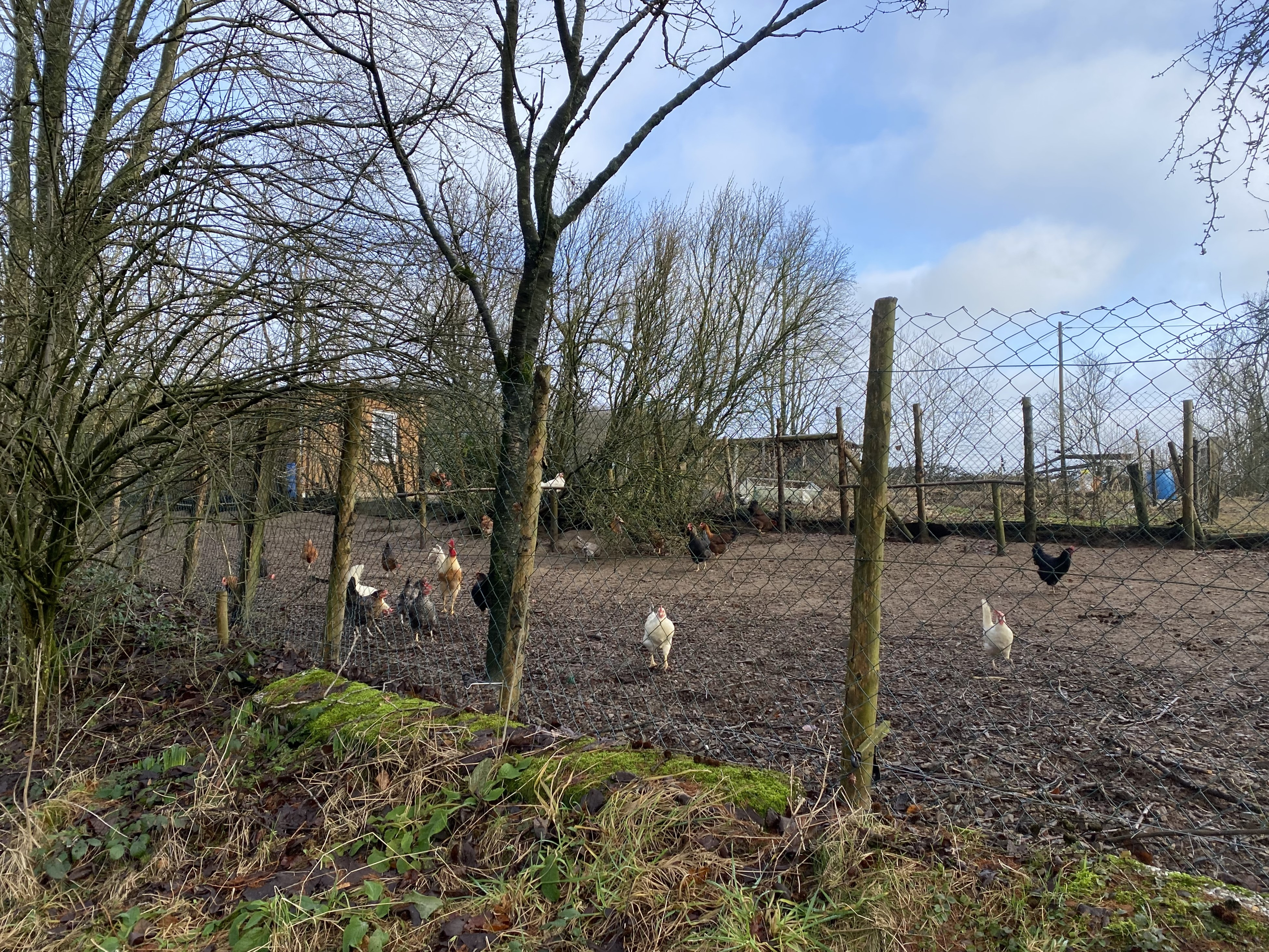
Hühnerhaltung – Höhe 2